# 牛岛 (济州市)
牛岛（：／ Udo */?），是大韩民国的岛屿，位于济州岛以东。是济州特别自治道旅游景点，每年游客超过100万。

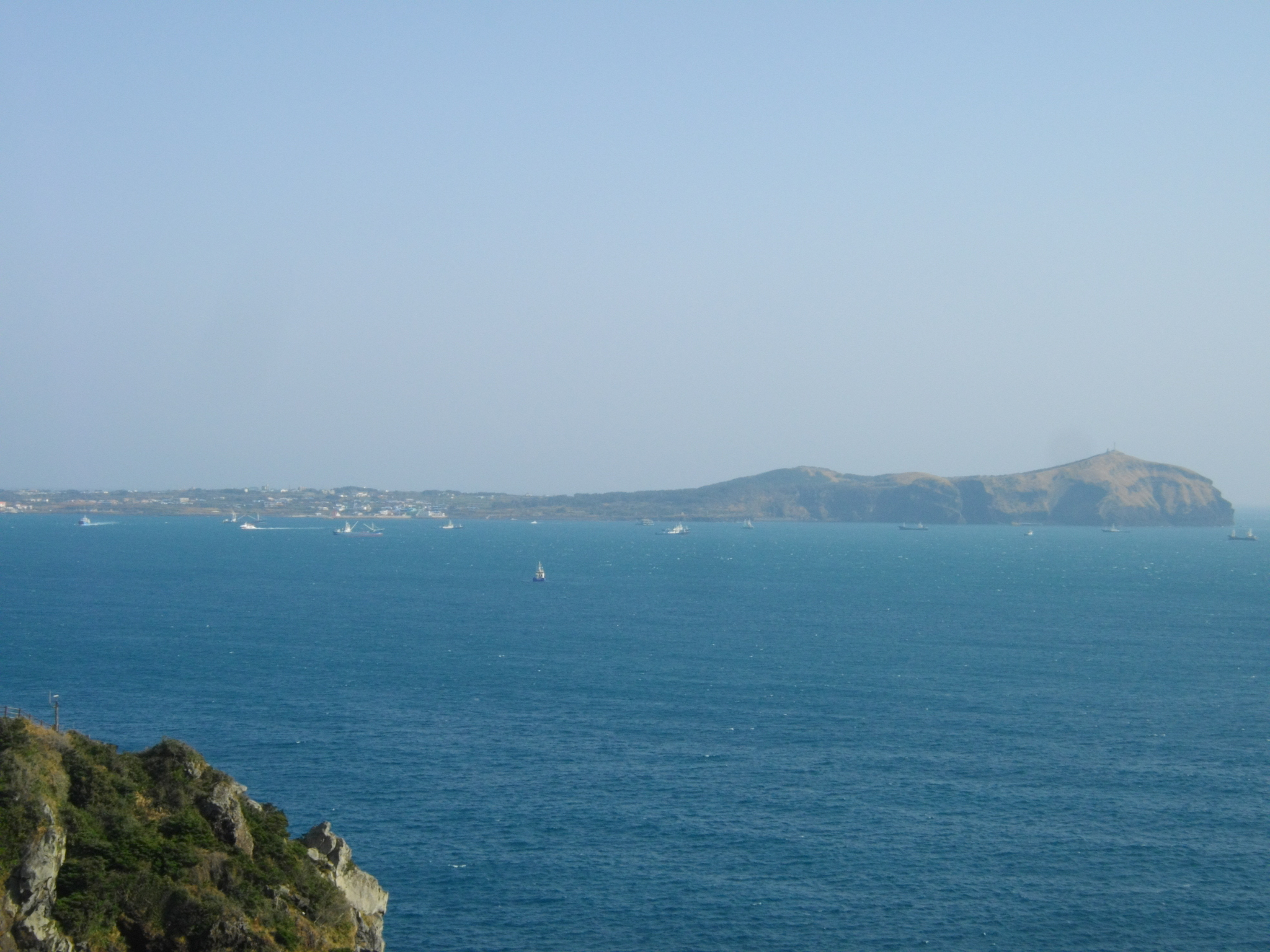
牛岛全景

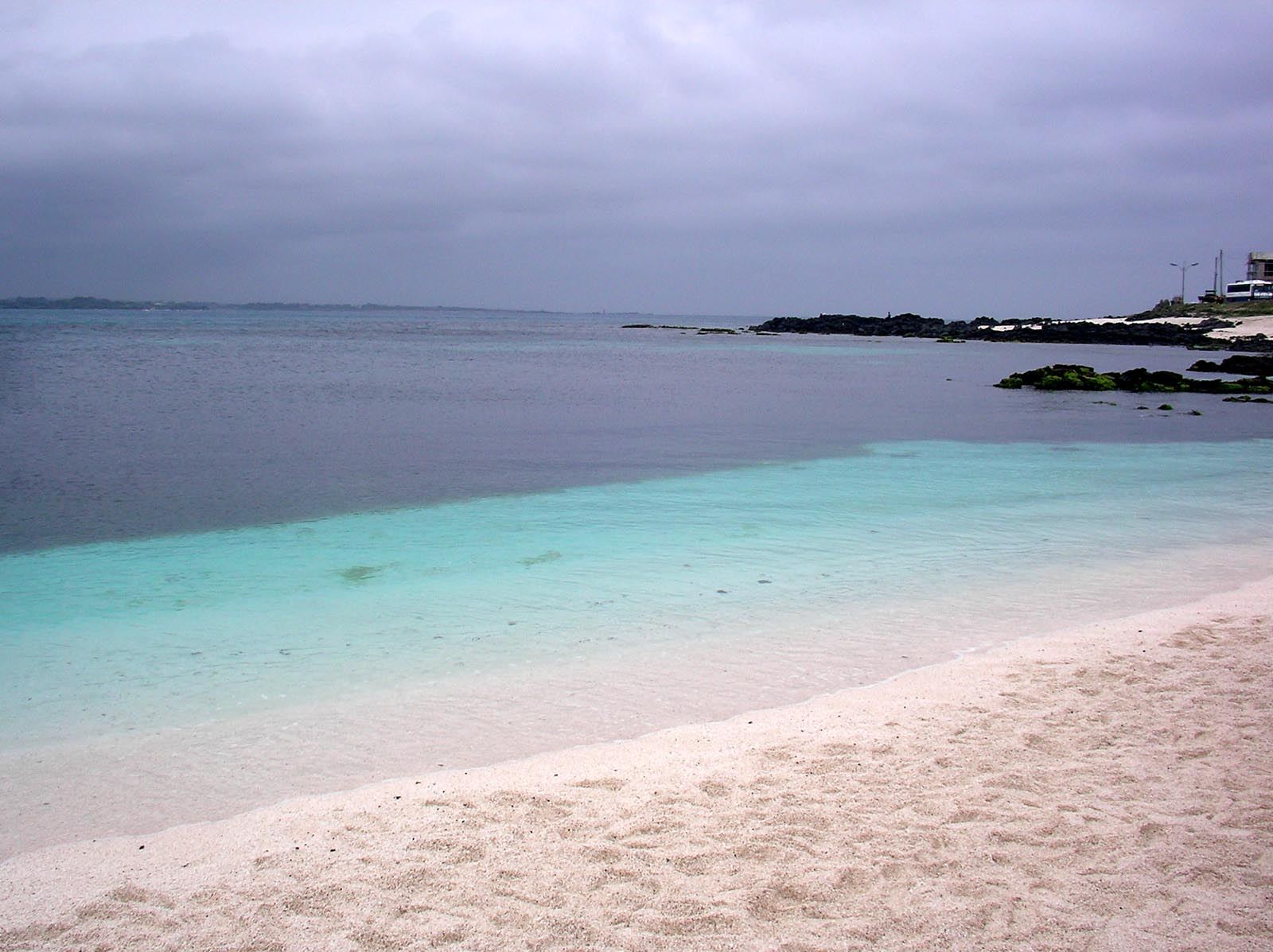
牛岛西滨白沙海滩

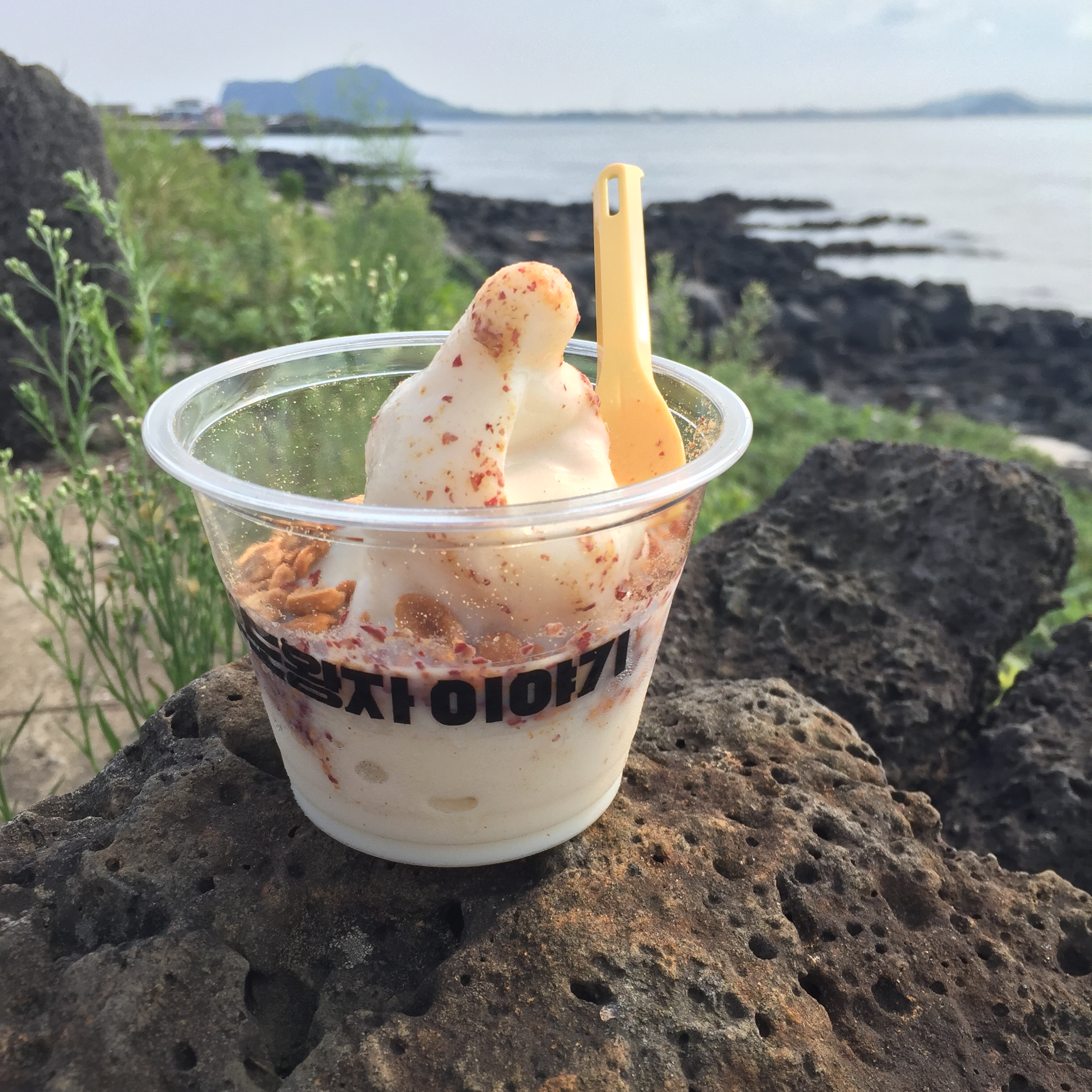
牛岛花生冰淇淋

## 历史
牛岛是新生代第四纪更新世时期火山运动形成的火山岛，因形似卧牛而得名，朝鲜王朝素宗23年（1698年）开始在此兴办国有牧场而有人居住，划归北济州郡管辖。1986年4月1日升级牛岛面，由济州特别自治道管辖。为保护当地环境，2008年9月19日被指定为牛岛海洋道立公园。

## 地理
岛内面积6.18km²，最高峰为牛头峰132.5米。

## 人口
截至2019年12月31日有1007户家庭，总人口1,862（其中974男，888女）。

## 交通
牛岛主要有两个港口，分别是下牛目洞港和天津港，可以从城山港客运站乘坐渡轮前往，分别距离3.6公里和2.2公里。岛内有环岛巴士，早上九点开始，每十五分钟一班。也有步行路线，称为牛岛偶来，围绕牛岛一圈，总长11.3公里。

## 特色美食
- 牛岛花生冰淇淋
- 汉拿山炒饭

## 牛岛八景
- 昼间明月
- 夜航渔帆
- 天津观山
- 地头青纱
- 前浦望岛
- 后海石壁
- 东岸鲸窟
- 西滨白沙